# 沃尔特·蔡夫
沃尔特·蔡夫（英語：Walter Chaffe，1870年4月2日—1918年4月22日），英国男子拔河运动员。他曾代表英国参加1908年和1912年夏季奥林匹克运动会拔河比赛，获得一枚银牌和一枚铜牌。